# Sium carsonii
Sium carsonii är en växtart i släktet vattenmärken (Sium) och familjen flockblommiga växter. Den beskrevs av Elias Magloire Durand och Asa Gray 1867.
Arten är en perenn ört som växer i nordöstra USA.